# Aritana e as Máscaras Gêmeas
Aritana e as Máscaras Gêmeas é um jogo eletrônico brasileiro de plataforma 3D desenvolvido e publicado pela Duaik Entretenimento. Foi lançado primeiro para o Xbox One em 16 de agosto de 2019 e posteriomente foi lançado para Microsoft Windows em 25 de fevereiro de 2021, o jogo é a sequência de Aritana e a Pena da Harpia e apresenta uma nova abordagem tridimensional ao universo do protagonista.

## Jogabilidade
Aritana e as Máscaras Gêmeas é um jogo de plataforma e aventura 3D que combina exploração, quebra-cabeças e combate dinâmico. O jogador controla Aritana, um jovem guerreiro que busca salvar a Árvore da Vida utilizando um arco e flechas, além de habilidades especiais adquiridas durante a jornada. O jogo também introduz um sistema de criação de poções, que permite ao jogador desenvolver novas capacidades para superar desafios.

## Desenvolvimento e lançamento
O jogo foi desenvolvido pela Duaik Entretenimento, um estúdio independente brasileiro conhecido por criar jogos inspirados na cultura nacional. A equipe de desenvolvimento contou com a liderança de Pérsis Duaik, fundador do estúdio. O projeto foi concebido para expandir a mitologia estabelecida no primeiro jogo, proporcionando um ambiente tridimensional mais imersivo.

## Lançamento
"Aritana e as Máscaras Gêmeas" foi lançado inicialmente para Xbox One em 16 de agosto de 2019. Posteriormente, o jogo foi disponibilizado para Microsoft Windows via Steam em 25 de fevereiro de 2021. Havia planos de expansão para outras plataformas, incluindo uma versão para PlayStation 4 prevista para algum momento de 2020.

## Recepção
"Aritana e as Máscaras Gêmeas" recebeu elogios por sua direção de arte inspirada na cultura brasileira e pela trilha sonora envolvente. No entanto, algumas análises apontaram problemas técnicos e desafios na jogabilidade. O Canaltech mencionou que, apesar de não apresentar inovações significativas, o jogo é capaz de entreter na mesma proporção que irrita devido a problemas técnicos condizentes com um investimento inferior. O UOL destacou que a transição para o mundo aberto em 3D foi uma mudança admirável, mas que também causou alguns tropeços na execução.